# 다다미

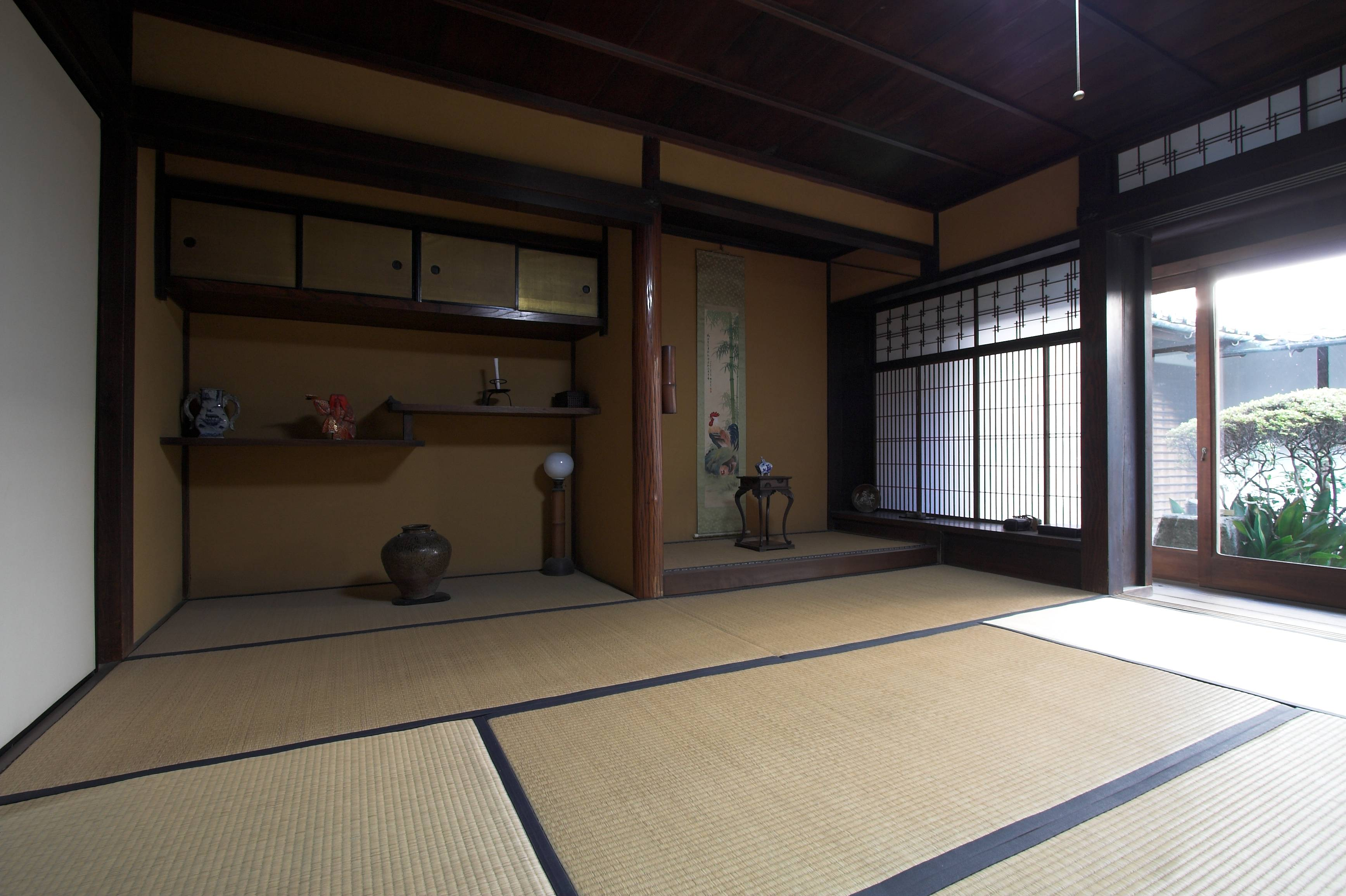
다다미가 깔린 방

다다미(일본어: 畳 다타미[*])는 일본에서 사용되는 전통식 바닥재를 말한다. 속에 짚을 5 cm 두께로 넣고 위에 돗자리를 씌워 꿰맨 것으로 직사각형의 형태를 띠고 있다. 다다미의 종횡비는 2:1로 된 장방형과 그 반인 정방형 2종류가 있다. 크기는 3자×6자 (910mm×1820mm)로 된 것이 기본이지만, 방의 크기에 맞추어 주문 생산하는 경우도 있어 크기는 일정치 않다. 일반적인 규격은 교마(京間,본간(本間)), 주쿄마(中京間,삼육간(三六間)), 에도마(江戸間,오팔간(五八間), 단치마(団地間,오육간(五六間)로 된 4종류가 널리 사용된다. 그 밖에도 지역마다 다양한 규격이 존재한다.
다다미 한 장의 면적을 단위로 쓸 때는 음독해서 첩(일본어: 畳 죠[*])이라고 한다. 다다미 1 첩 = 1.6562 평방미터 ≈ 0.5 평이다.

## 역사
다다미라는 용어는 '접다' 또는 '쌓다'를 의미하는 동사 타타무(畳む)에서 파생됐다. 이는 초기의 다다미는 사용하지 않을 때 접거나, 층층이 쌓아 놓을 수 있다는 것을 의미한다.
다다미는 일본의 귀족의 향유물이었다.